# Achmet (oniromancien)
Pour les articles homonymes, voir Achmet.
 (mars 2022).
Achmet fils de Sereim (en grec Άχμὲτ υἱὸς Σερείμ, en latin Achmet Sereimi filius) est le nom fictif de l'auteur du plus long des huit traités byzantins d'oniromancie qui nous sont parvenus.

## Le texte grec
L'auteur se présente comme le fils de l'interprète des songes du calife al-Mamun (regn. 813 - 833), et laisse entendre qu'il exerce la même fonction auprès d'un « maître » (δεσπότης / déspotès) qu'il ne nomme pas. Il prétend s'être inspiré des plus grandes autorités de son art : Syrbachan, qui l'exerça auprès d'un roi indien, Baran, au service du roi de Perse Saanisan, Tarphan, qui officia auprès d'un pharaon d'Égypte. L'Inde, la Perse et l'Égypte sont donc les trois références mythiques.
Ce discours est un artifice littéraire : le nom d'auteur est emprunté à Muhammad Ibn Sīrīn (v. 650 - v. 730), secrétaire d'Anas ibn Malik, considéré chez les musulmans comme un grand interprète de songes, et à qui la tradition attribue des traités d'oniromancie. Ce personnage a donc vécu bien avant l'époque du calife al-Mamun. En fait, l'auteur de l'ouvrage byzantin est clairement un chrétien hellénophone de Constantinople.
Cependant l'artifice n'est pas purement gratuit : l'oniromancie était une spécialité du monde arabo-musulman, et les comparaisons entre le traité byzantin et les ouvrages arabes antérieurs ou contemporains révèlent des analogies frappantes : notamment avec le Muntahab al-Kalam (l'un des textes arabes anciens les plus importants sur le sujet, attribué traditionnellement, mais faussement, à Ibn-Sirin), avec le traité d'interprétation des songes par les astres placé par l'Occident médiéval sous le nom d'« Aboumazar » (c'est-à-dire Abou Ma'shar al-Balkhî), avec le Ta'bīr al-Ru'yā d'Ibn Qoutayba, avec le traité d'Ibn Shahin al-Zahiri (un Égyptien du IXe siècle), etc. En fait, l'Oneirocriticon d'Achmet apparaît comme une adaptation pour un public byzantin et chrétien de ce matériel arabo-musulman.
Une référence encore plus présente est l'Oneirocriticon d'Artémidore de Daldis : mêmes principes d'interprétation, cas de songes évoqués assez proches. En fait cet ouvrage antique, traduit à Bagdad au IXe siècle par Hunayn ibn Ishaq, était une référence commune aux Arabes et aux Byzantins. Le traité d'Achmet doit également beaucoup à la tradition byzantine des textes appelés Songes de Daniel : les interprétations communes de songes sont très nombreuses avec les textes de cette veine contenus dans les manuscrits Palat. gr. 319 et Berol. Phillips 1479, notamment.
Quant à la datation du traité d'Achmet, il est donc sans doute nettement postérieur au règne du calife al-Mamun († 833) ; d'autre part, le texte est cité dans deux manuscrits du XIe siècle (dont le Laurent. plut. 87, 8). Il faut le situer à la fin du IXe  ou au Xe siècle (peut-être sous le règne de l'empereur Léon VI selon Maria Mavroudi).

## Diffusion en Occident
L’Oneirocriticon d'Achmet fut traduit en latin dès le XIIe siècle (alors que celui d'Artémidore ne le fut, autant qu'on sache, qu'en 1539) : en 1165, Pascalis Romanus (en) (un clerc de la cour de l'empereur Manuel Comnène originaire de Rome) l'intégra en l'adaptant dans son Liber thesauri occulti (composé à partir de plusieurs sources comme le De divinatione de Cicéron, Artémidore et Achmet, avec une coloration astrologique absente chez ce dernier) ; le livre de Pascalis est d'ailleurs nettement plus court que celui d'Achmet, et il se référait peut-être à un abrégé.
En 1175/76, une version également abrégée de l'Achmet est traduite formellement en latin (sous le titre De interpretatione somniorum) par Léon Tuscus (« Léon le Toscan »), un autre Italien au service de Manuel Comnène, lequel s'intéressait beaucoup aux sciences occultes. Dans la préface, adressée à son frère le théologien Ugo Etherianus, Leo Tuscus révèle l'occasion de cette traduction : Hugues a vu en rêve le Basileus, monté sur un cheval de bronze et entouré des sages antiques, lisant un texte latin, puis s'interrompant et l'interrogeant ; le rêve s'est réalisé car Manuel a conclu une querelle théologique grâce à une solution proposée par Hugues dans un de ses traités ; Léon a donc décidé de traduire l'Achmet.
C'est ainsi que le traité se répand en Occident dès la fin du XIIe siècle et y connaît un grand succès (une quinzaine de manuscrits latins, dont le plus ancien est le Bodl. Digby 103, de la fin du XIIe siècle). Une traduction française en exista rapidement sous le titre Exposicion des songes. D'autres textes occidentaux du Bas Moyen Âge, comme l'Expositio somniorum du manuscrit Paris. lat. 16.610 (XIIIe siècle), ou le Libellus de pronosticatione sompniorum de Guillaume d'Aragon (début du XIVe siècle, avec la référence à « Syrbachan Indus », etc.), en sont directement inspirés.
Le texte a été pour la première fois imprimé dans une traduction latine de Jean Leunclavius (Apomasaris apotelesmata, sive de significatis et eventis insomniorum, ex Indorum, Persarum, Ægyptiorumque disciplina, ex bibliotheca J. Sambuci, Francfort, 1577). L'editio princeps de l'original grec est due à Nicolas Rigault dans son volume Artemidori Daldiani et Achmetis Sereimi filii Oneirocritica ; Astrampsychi et Nicephori versus etiam oneirocritici (Paris, Marc Orry, 1603).

## Œuvres
- Clé des songes, éd. F. Drexl, Achmetis Oneirocriticon, Leipzig, Teubner, 1925.
- Introductio et fundamentum astrologiae, éd. in Catalogus Codicum astrologorum Graecorum, t. 2, 1900, p. 122-157.